# Meczet Cesarski (Prisztina)
Meczet Cesarski, Meczet Mehmeda Zdobywcy lub Meczet Zwycięstwa (alb. Xhamia e Mbretit) – meczet z XV wieku w Prisztinie w Kosowie, największy meczet w mieście.

## Historia
Świątynia została wzniesiona w centrum starego miasta po podboju Prisztiny przez Imperium Osmańskie na rozkaz Mehmeda II Zdobywcy w latach 1460–1461, o czym zaświadcza kilkulinijkowa inskrypcja w języku arabskim nad głównym portalem z datą 1461. 
W latach 1682–1683 za panowania sułtana Mehmeda IV meczet został odnowiony. Podczas wojny austriacko-osmańskiej w latach 1690-1698 meczet został przekształcony w kościół katolicki pw. św. Franciszka Ksawerego. Po klęsce Austrii w 1690 roku świątynię na powrót przekształcono w meczet. Podczas II wojny światowej niemiecka armia wymalowała swastyki nad głównym wejściem.
W 1955 roku minaret ucierpiał podczas trzęsienia ziemi, lecz został odbudowany i odnowiony w latach 1964–1967. W latach 1961–1962 rada miejska Prisztiny przeprowadziła renowację świątyni.
W 2010 turecka fundacja TIKA przeprowadziła kolejną rewitalizację świątyni. Meczet pozostaje czynny i służy lokalnej społeczności.
Pomimo kilku rewitalizacji budynek doznaje uszkodzeń z powodu stałych wibracji wywołanych ruchem drogowym oraz w wyniku zmian klimatu.

## Architektura
Projektant budowli pozostaje nieznany. Największy meczet Prisztiny został wzniesiony z kamienia (piaskowca – zewnętrze) i cegły (wnętrze) w klasycznym stylu osmańskim. Grubość murów dochodzi do 1,80 m. Część główna meczetu została nakryta kopułą o średnicy 13,5 lub 14 m (jedna z największych kopuł z XV wieku), pokrytą blachą ołowianą. Elewacja frontowa z portykiem z czterema kolumnami obejmującym całą szerokość fasady. Na elewacjach znajdują trzy rzędy okien. 
Wewnętrzna powierzchnia meczetu wynosi około 900 m². Główna sala modlitewna to sześcian o boku 14 m. Wnętrza udekorowano motywami kwiatowymi w kolorze niebieskim i czarnym oraz arabeskami pochodzącymi z XVIII wieku. Może ona pomieścić około 800 osób. Znajdują się w niej: mehfil, mihrab i minbar.
Przy meczecie wzniesiono minaret o wysokości 17 m, na górę prowadzi 120 stopni.
Obok meczetu znajduje się hammam, nie zachowała się natomiast meczetowa medresa.

## Galeria

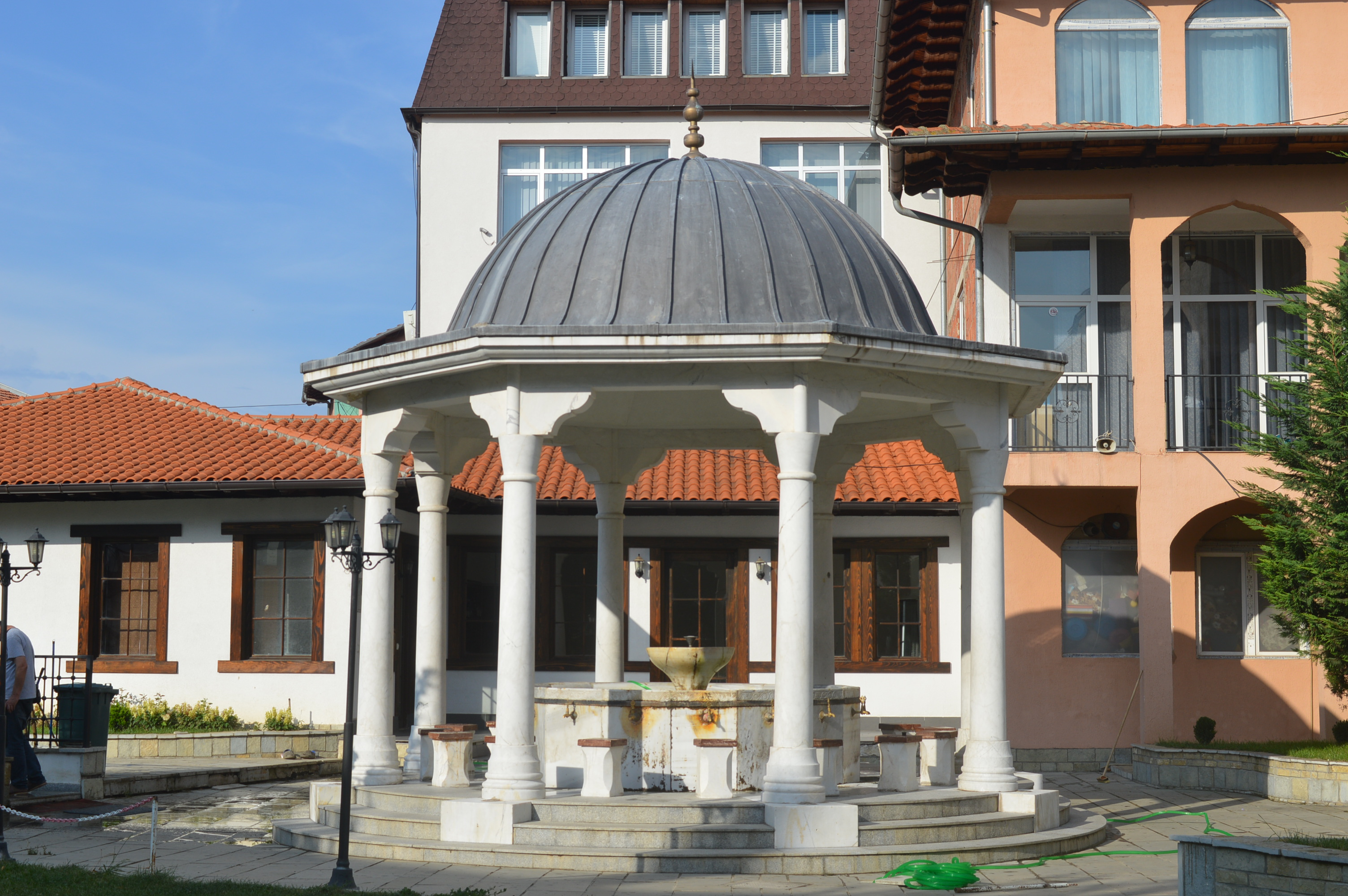
Midha (2018)
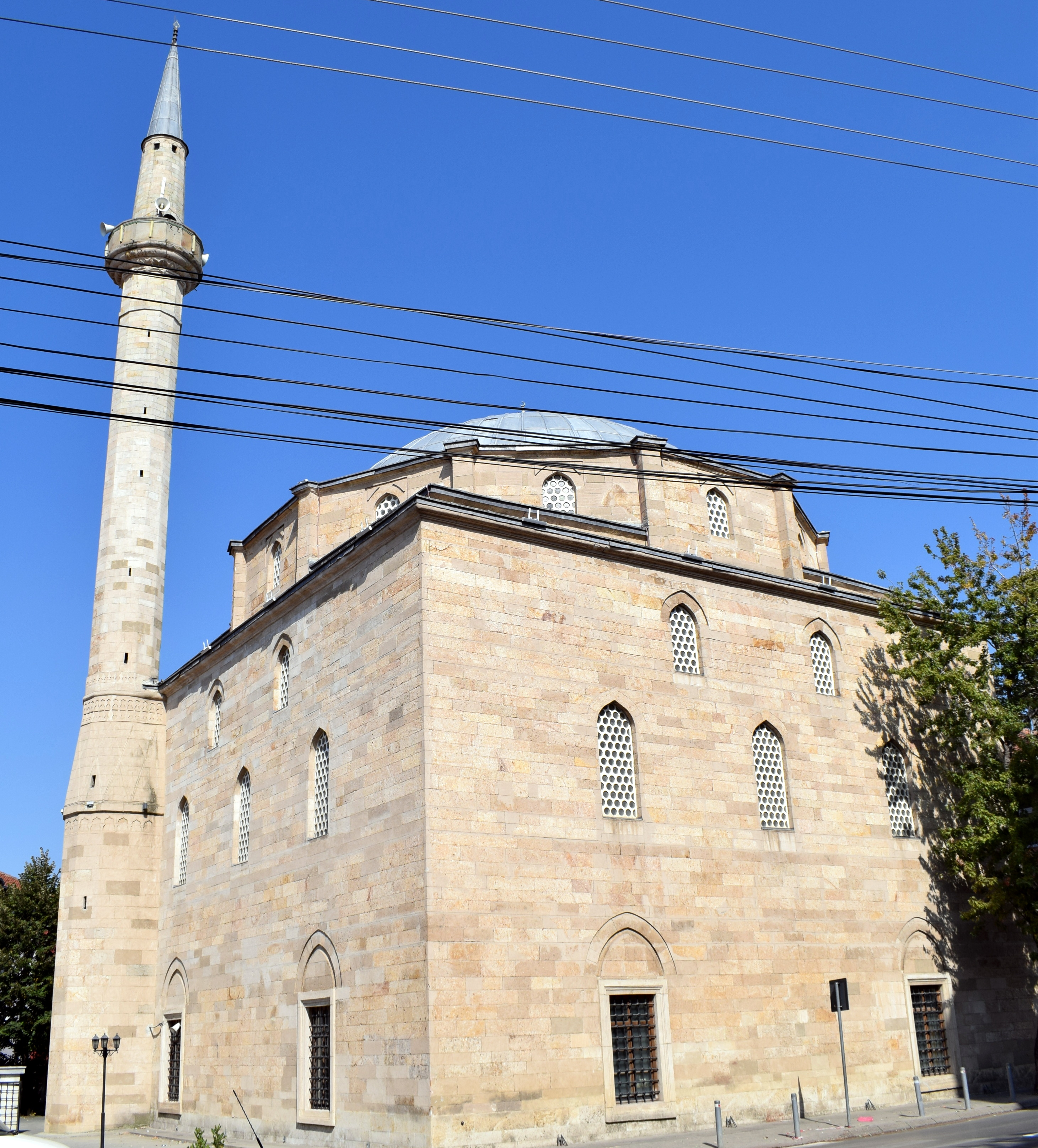
Elewacja boczna i tylna (2018)
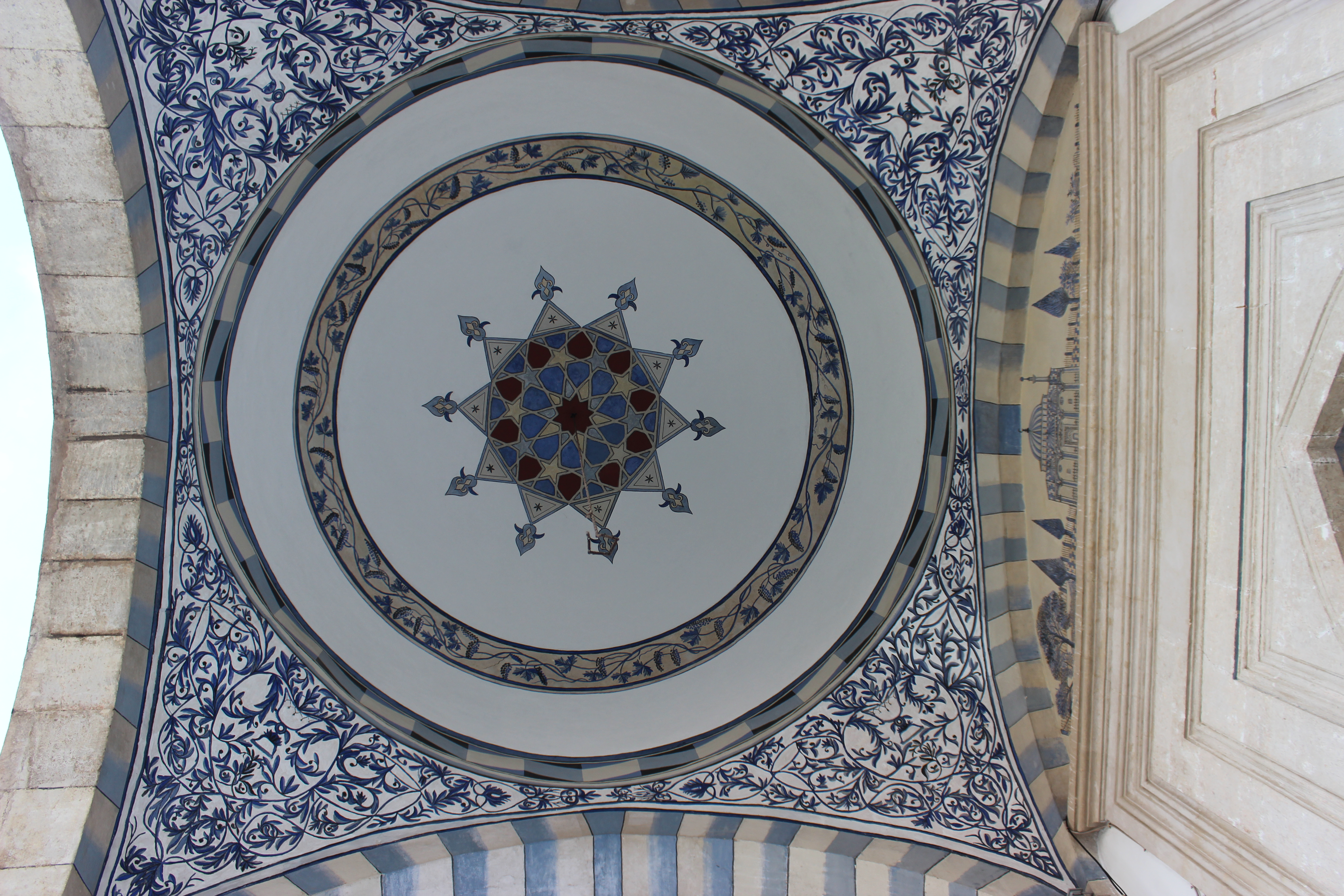
Sklepienie portyku (2014)
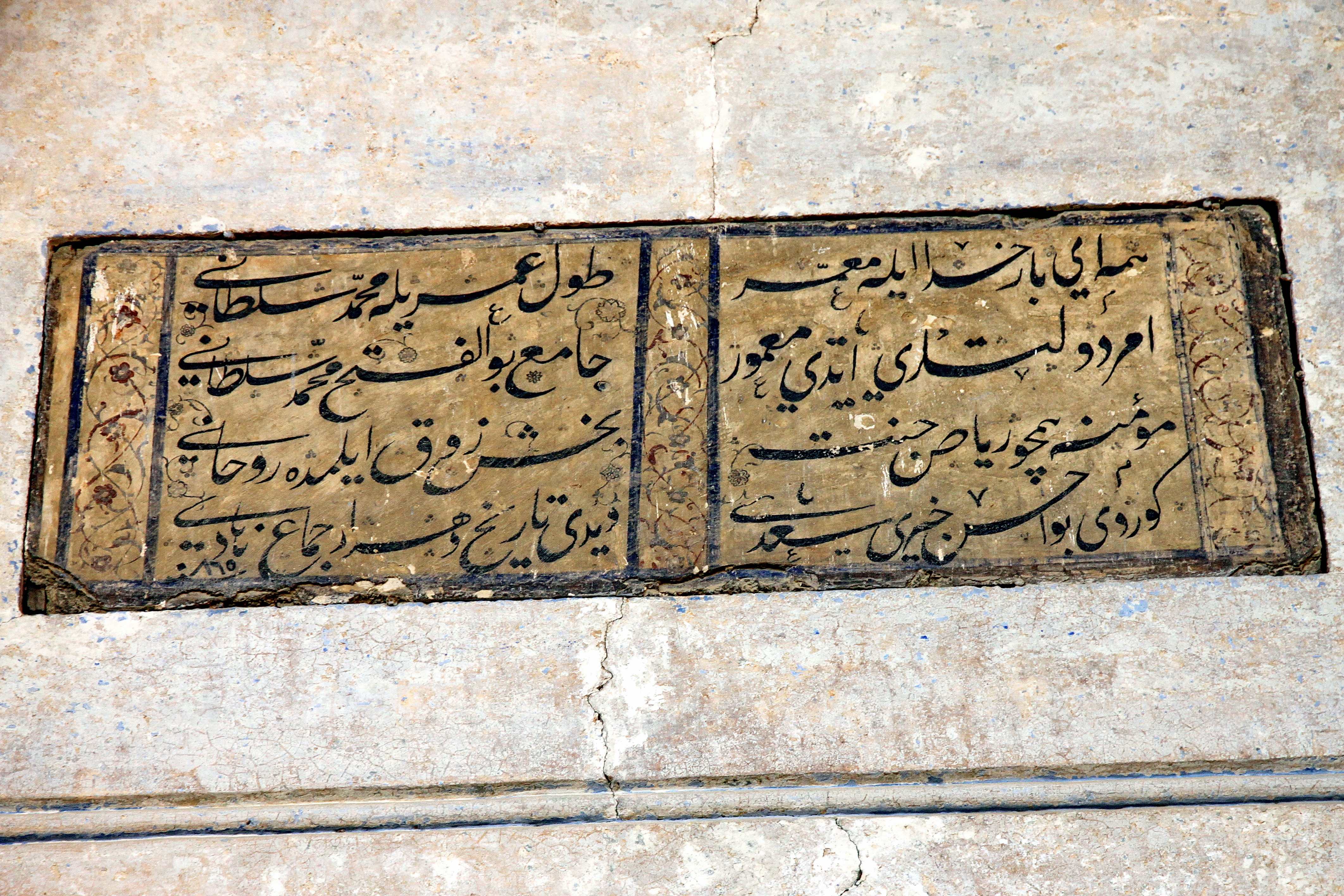
Inskrypcja nad wejściem (2011)
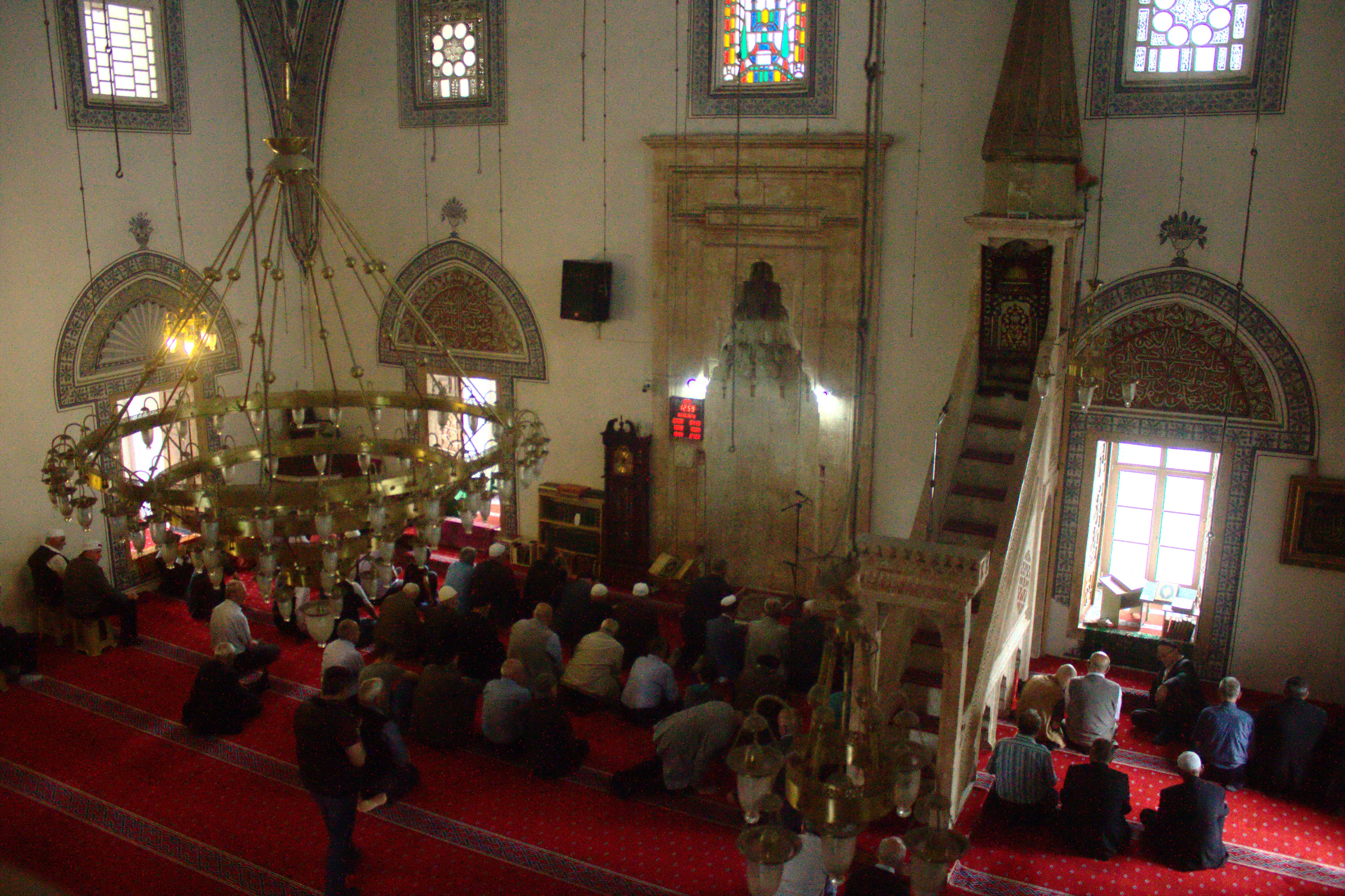
Wnętrze z minbarem i mihrabem (2018)
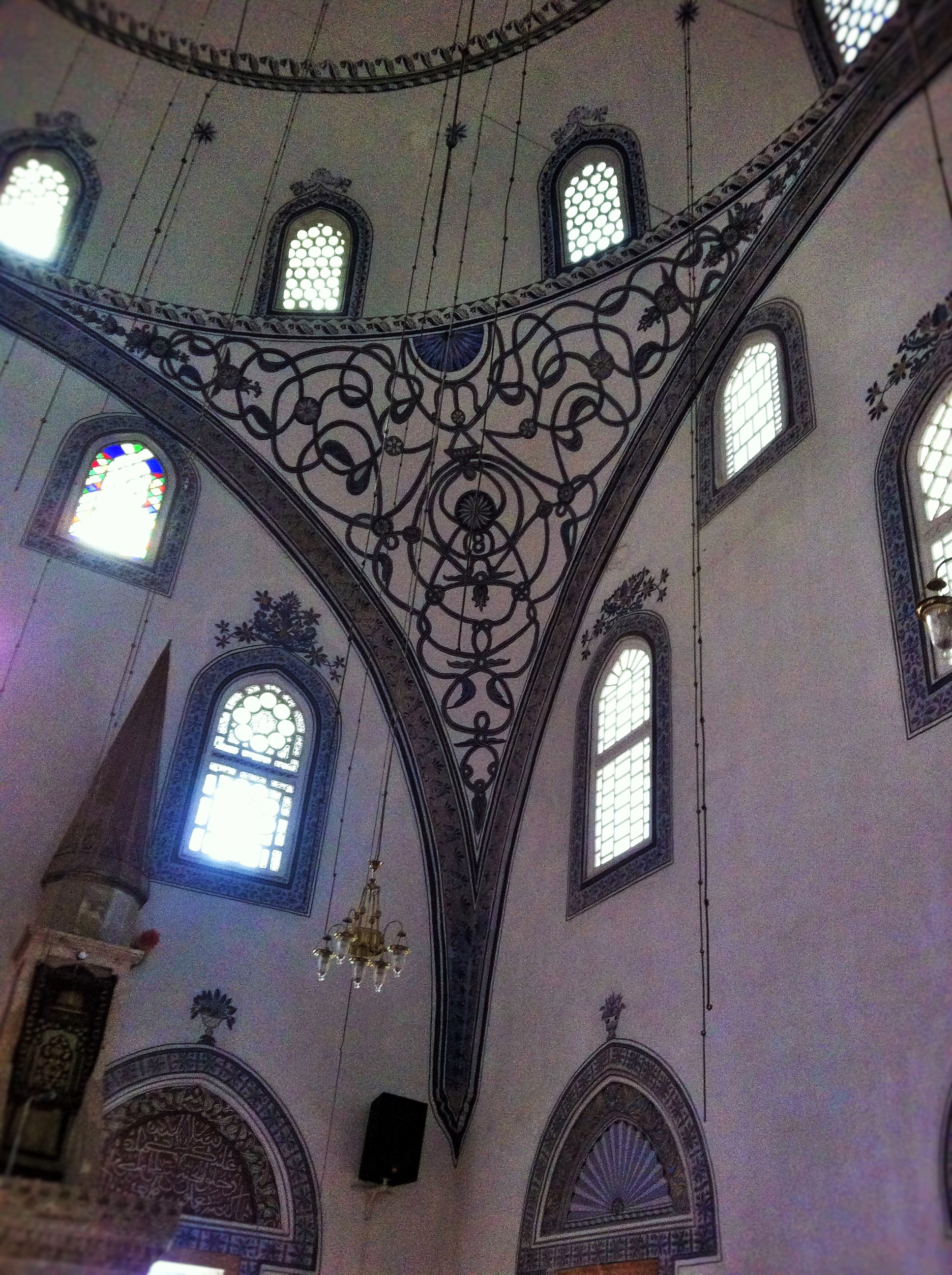
Ornamenty we wnętrzu (2015)
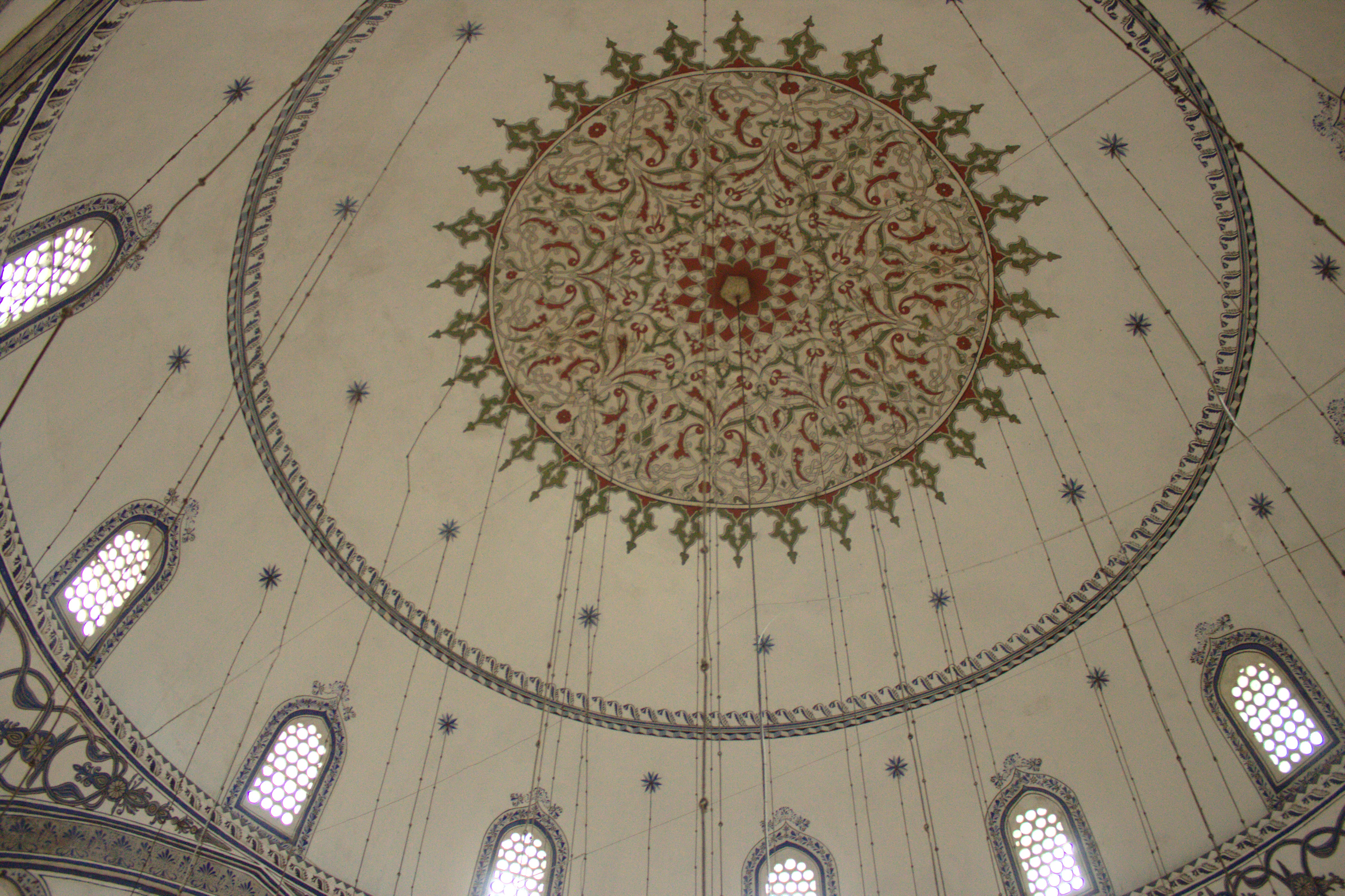
Kopuła od wewnątrz (2018)